# Taurignan-Vieux

Taurignan-Vieux este o comună în departamentul Ariège din sudul Franței. În 1 ianuarie 2022 avea o populație de 206 de locuitori.